# Josip Posavec
Josip Posavec (* 10. März 1996 in Varaždin) ist ein kroatischer Fußballtorhüter.

## Spielerlaufbahn
Josip Posavec begann seine Profikarriere 2013 beim kroatischen Fußballverein Inter Zaprešić. In der 2. HNL, der zweiten kroatischen Fußballliga, absolvierte er insgesamt 5 Spiele. In der Saison 2014/15 wurde er mit Inter Zweitligameister und feierte mit seinem Fußballverein den Aufstieg in die 1. HNL, der ersten kroatischen Fußballliga. In der folgenden Saison setzte sich Posavec durch und wurde mit 19 Jahren Stammtorhüter bei Inter. Seine guten Leistungen blieben nicht unbemerkt, sodass er in derselben Saison am 7. Januar 2016 nach Italien für eine Ablösesumme von 500 Tausend Euro zu US Palermo wechselte. Sein erstes Spiel für Palermo und in der Serie A absolvierte er beim Ligaspiel gegen den FC Bologna am 28. Februar 2016. In dieser Saison blieb es nur bei dieser einen Partie. In der darauffolgenden Saison setzte er sich durch und wurde Stammtorhüter bei Palermo. Mit 29 bestrittenen Erstligaspielen und einer Quote von 78,79 % gehaltener Bälle hatte er in der Saison 2016/17 die beste Quote von allen Torhütern in der Serie A. Er konnte sogar eine bessere Quote als Gianluigi Buffon, Samir Handanovič und Gianluigi Donnarumma aufweisen. Trotz seiner guten Leistungen stieg er mit Palermo in die Serie B ab. Am Saisonbeginn verlor er seinen Stammplatz an Alberto Pomini, woraufhin ihn Palermo an den kroatischen Spitzenklub Hajduk Split verliehen hat. Nach dem Zwangsabstieg von Palermo in die Serie D wurde Posavec von Hajduk Split am 9. Juni 2019 fest verpflichtet.
Für die Kroatische U17- und -U19-Nationalmannschaft absolvierte er jeweils ein Spiel. Sein Debüt die für Kroatische U21-Nationalmannschaft feierte er unter Nenad Gracan beim U21-EM-Qualifikationsspiel gegen Estland am 7. September 2015. Mit Kroatien nahm er als Stammtorhüter an die U21-Europameisterschaft 2019 in Italien und San Marino teil.